# Metamora, Michigan
Metamora är en ort (village) i Lapeer County i Michigan. Vid 2010 års folkräkning hade Metamora 565 invånare.